# (966) Muschi
(966) Muschi es un asteroide que forma parte del cinturón de asteroides y fue descubierto por Wilhelm Heinrich Walter Baade el 9 de noviembre de 1921 desde el observatorio de Hamburgo-Bergedorf, Alemania.

## Designación y nombre
Muschi recibió inicialmente la designación de 1921 KU.
Posteriormente, se nombró en honor de la esposa del descubridor.

## Características orbitales
Muschi está situado a una distancia media de 2,718 ua del Sol, pudiendo acercarse hasta 2,361 ua. Tiene una excentricidad de 0,1313 y una inclinación orbital de 14,41°. Emplea 1637 días en completar una órbita alrededor del Sol.